# Список призёров Олимпийских игр по спортивному скалолазанию
Полный список скалолазов, выигрывавших медали на Олимпийских играх.
Первым олимпийским чемпионом в истории скалолазания 5 августа 2021 года стал испанец Альберто Хинес Лопес, который победил в лазании на скорость, стал седьмым в боулдеринге и четвёртым в лазании на трудность. На следующий день, 6 августа, словенка Янья Гарнбрет завоевала первое в истории золото в женском скалолазании, выиграв соревнования в боулдеринге и лазании на трудность.

### Мужчины, личное многоборье
| Дисциплина | Золото                       | Серебро               | Бронза              |
| ---------- | ---------------------------- | --------------------- | ------------------- |
| Токио 2020 | Альберто Хинес Лопес Испания | Натаниэль Коулман США | Якоб Шуберт Австрия |
| Париж 2024 |                              |                       |                     |

### Мужчины, лазание на скорость
| Дисциплина | Золото | Серебро | Бронза |
| ---------- | ------ | ------- | ------ |
| Париж 2024 |        |         |        |

### Женщины, личное многоборье
| Дисциплина | Золото                 | Серебро            | Бронза             |
| ---------- | ---------------------- | ------------------ | ------------------ |
| Токио 2020 | Янья Гарнбрет Словения | Михо Нонака Япония | Акиё Ногути Япония |
| Париж 2024 |                        |                    |                    |

### Женщины, лазание на скорость
| Дисциплина | Золото | Серебро | Бронза |
| ---------- | ------ | ------- | ------ |
| Париж 2024 |        |         |        |